# L'arte religiosa nel '600
L'Arte religiosa nel '600. Italia, Francia, Spagna, Fiandra (L'Art religieux du XVII siècle) è un saggio di Émile Mâle, pubblicato in Francia nel 1932 e poi tradotto in Italia nel 1984.
Questo studio è considerato, sin dalla sua prima edizione francese, uno dei testi fondamentali per la comprensione degli sviluppi dell'arte e dell'iconografia europea dalle discussioni del Concilio di Trento (1545-1563) fino alla metà del Settecento.

## Contenuti
Questi gli argomenti dei capitoli:
1. L'arte e gli artisti dopo il Concilio di Trento
2. L'arte e il Protestantesimo
3. Il Martirio
4. La Visione e l'Estasi
5. La Morte
6. La Nuova Iconografia
7. Le Nuove Devozioni
8. Il Passato sopravvive. Lo spirito del Medioevo continua
9. Lo spirito del XVI secolo continua. L'Allegoria
10. La decorazione delle chiese. Le chiese degli Ordini Religiosi

## Edizioni in italiano
- Émile Mâle, L'arte religiosa nel '600: Italia, Francia, Spagna, Fiandra, Jaca book, Milano 1984